# Leichtathletik-Weltmeisterschaften 2015/Teilnehmer (Elfenbeinküste)
| Gelbes Symbol für Goldmedaillen mit stilisierten Olympischen Ringen | Graues Symbol für Silbermedaillen mit stilisierten Olympischen Ringen | Braundes Symbol für Bronzemedaillen mit stilisierten Olympischen Ringen |
| ------------------------------------------------------------------- | --------------------------------------------------------------------- | ----------------------------------------------------------------------- |
| —                                                                   | —                                                                     | —                                                                       |

Der Leichtathletikverband der Elfenbeinküste nominierte vier Athleten für die Leichtathletik-Weltmeisterschaften 2015 in der chinesischen Hauptstadt Peking.

## Ergebnisse

### Männer

#### Laufdisziplinen
| Athlet             | Disziplin | Vorlauf | Vorlauf | Halbfinale         | Halbfinale         | Finale             | Finale             |
| Athlet             | Disziplin | Zeit    | Platz   | Zeit               | Platz              | Zeit               | Platz              |
| ------------------ | --------- | ------- | ------- | ------------------ | ------------------ | ------------------ | ------------------ |
| Hua Wilfried Koffi | 100 m     | 10,29 s | 35      | nicht qualifiziert | nicht qualifiziert | nicht qualifiziert | nicht qualifiziert |
| Hua Wilfried Koffi | 200 m     | 20,39 s | 24      | nicht qualifiziert | nicht qualifiziert | nicht qualifiziert | nicht qualifiziert |
| Ben Youssef Meïté  | 100 m     | 10,05 s | 13      | 10,17 s            | 18                 | nicht qualifiziert | nicht qualifiziert |

### Frauen

#### Laufdisziplinen
| Athletin           | Disziplin | Vorlauf | Vorlauf | Halbfinale | Halbfinale | Finale             | Finale             |
| Athletin           | Disziplin | Zeit    | Platz   | Zeit       | Platz      | Zeit               | Platz              |
| ------------------ | --------- | ------- | ------- | ---------- | ---------- | ------------------ | ------------------ |
| Murielle Ahouré    | 100 m     | 11,10 s | 11      | 10,98 s    | 9          | nicht qualifiziert | nicht qualifiziert |
| Murielle Ahouré    | 200 m     | DNS     | DNS     | –––        | –––        | –––                | –––                |
| Marie-Josée Ta Lou | 100 m     | 10,95 s | 3       | 11,04 s    | 10         | nicht qualifiziert | nicht qualifiziert |
| Marie-Josée Ta Lou | 200 m     | 22,73 s | 6       | 22,56 s    | 9          | nicht qualifiziert | nicht qualifiziert |